# István Réti
István Réti (n. 16 decembrie 1872, Baia Mare, Austro-Ungaria (astăzi în România) - d. 17 ianuarie 1945, Budapesta, Regatul Ungariei) a fost un pictor și istoric al artei maghiar din Baia Mare.
Réti a studiat la München, Paris și Roma. A participat, împreună cu Simon Hollósy la înființarea, în 1896, a coloniei de pictură de la Baia Mare.